# Други конгрес КП Србије
Други конгрес Комунистичке партије Србије одржан је од 17. до 21. јануара 1949. у згради Коларчевог народног универзитета у Београду. Конгресу је присуствовало 1.433 делегата који су представљали 167.025 чланова Комунистичке партије Србије.
Конгрес је отворио Петар Стамболић секретар Политбироа ЦК КП Србије, након чега је изабрано радно председништво Конгреса и увојен дневни ред — 1. Политички извештај ЦК КПС (подносилац Петар Стамболић); 2. Извештај о организационом стању КПС (Драги Стаменковић); 3. Извештај Верификационе комисије; 4. Избор комисија: Комисије за преглед материјалног стања, Комисије за жалбе, Комисије за ревизиону комисију о раду ЦК КПС, Комисије за израду резолуције о основним наредним, задацима, Кандидационе комисије и Комсије која ће руководити избором чланова ЦК; 5. Реферат о социјалистичкој о изградњи у НР Србији (Јован Веселинов); 6. Доношење резолуције о раду ЦК КПС и основним наредним задацима и 7. Избор Централног комитета и Земаљске ревизионе комисије. Отварању конгреса присуствовао је генерални секретар КПЈ Јосип Броз Тито, као и чланови Политбироа ЦК КПЈ — Милован Ђилас, Борис Кидрич, Франц Лескошек и Едвард Кардељ, који је у име Централног комитета КПЈ поздравио делегате Конгреса.
Другог дана Конгреса Петар Стамболић је поднео извештај политичком раду Централног комитета КП Србије у коме је анализиран рад између Првог и Другог Конгреса, који је био успуњен знајаним политичким догађајима и крупним променама у друштвено-економском развоју. Након Стамболића, у поподневном делу рада, Драги Стаменковић је поднео изврштај о организационом стању Комунистичке партије Србије. Трећег дана вођена је дискусија делегата о поднетим извештајима, а том приликом делегатима Конгреса обратио се Александар Ранковић организациони секретар КПЈ. Четвртог дана делегатима је говорио Моша Пијаде, члан Политбироа ЦК КПЈ, а након њега Јован Веселинов је поднео реферат о изградњи социјалистичке привреде.
Последњег дана Конгреса, 21. јануара делегати су одали пошту совјетском револуционару Владимир Иличу Лењину (1870—1924), поводом двадесетпете годишњице његове смрти. Делегатима Конгреса обратио се Благоје Нешковић, а након њега генерални секретар КПЈ Јосип Броз Тито. Потом су усвојене Резолуција о раду Централног комитета Комунистичке партије Србије и Резолуција о неправедним оптужбама Информбироа. Други конгрес је за задатке у раду прихватио смернице Петог конгреса КПЈ о даљој организационој изгрдањи и јачању КПЈ, о широј активизацији народа у изградњи социјализма и месту органа народне власти у том процесу. У поподоневном делу рада, Конгрес је изабрао 63 члана Централног комитета и 13 чланова Ревизионе комисије КП Србије.
На првој седници Централног комитета, одржаној истог дана, изабран је Политички биро Централног комитета од 13 чланова, док је за секретара изабран Петар Стамболић.

## Централни комитет
Чланови Централног комитета Комунистичке партије Србије изабрани на Другом конгресу КП Србије 21. јануара 1949. године:
1. Риста Антуновић
2. Спасенија Бабовић
3. Милован Батановић
4. Раденко Броћић
5. Јован Веселинов
6. Добривоје Видић
7. Радован Грковић
8. Никола Груловић
9. Радивој Давидовић
10. Стеван Дороњски
11. Ратко Дугоњић
12. Драгослав Ђорђевић
13. Љубодраг Ђурић
14. Иса Јовановић
15. Радош Јовановић
16. Павле Јовићевић
17. Грга Јанкес
18. Десимир Јововић
19. Србољуб Јосиповић
20. Воја Лековић
21. Радоје Љубичић
22. Драгослав Марковић
23. Мома Марковић
24. Љубинка Милосављевић
25. Милосав Милосављевић
26. Милорад Милатовић
27. Милка Минић
28. Милош Минић
29. Митра Митровић Ђилас
30. Душан Мугоша
31. Драгослав Мутаповић
32. Коста Нађ
33. Раја Недељковић
34. Радисав Недељковић
35. Милијан Неоричић
36. Благоје Нешковић
37. Џавид Нимани
38. Ђоко Пајковић
39. Слободан Пенезић
40. Душан Петровић
41. Никола Петровић
42. Славољуб Петровић
43. Моша Пијаде
44. Коча Поповић
45. Милентије Поповић
46. Милија Радовановић
47. Добривоје Радосављевић
48. Александар Ранковић
49. Пашко Ромац
50. Петар Стамболић
51. Драги Стаменковић
52. Лаза Стефановић
53. Ристо Стефановић
54. Светислав Стефановић
55. Бранислав Стојановић
56. Геза Тиквицки
57. Мијалко Тодоровић
58. Момир Томић
59. Крсто Филиповић
60. Фадиљ Хоџа
61. Боса Цветић
62. Михаило Швабић
63. Пал Шоти

## Политбиро ЦК
Чланови Политичког бироа (Политбиро) Централног комитета Комунистичке партије Србије изабрани на првој седници Централног комитета одржаној 21. јануара 1949. године:
1. Петар Стамболић, политички секретар
2. Душан Петровић, организациони секретара
3. Спасенија Бабовић, члан Секретаријата
4. Јован Веселинов, члан Секретеријата
5. Драги Стаменковић, члан Секретаријата
6. Риста Антуновић
7. Ратко Дугоњић
8. Воја Лековић
9. Милош Минић
10. Митра Митровић
11. Љубинка Милосављевић
12. Раја Недељковић
13. Слободан Пенезић